# Смертність в Україні

## Історична динаміка

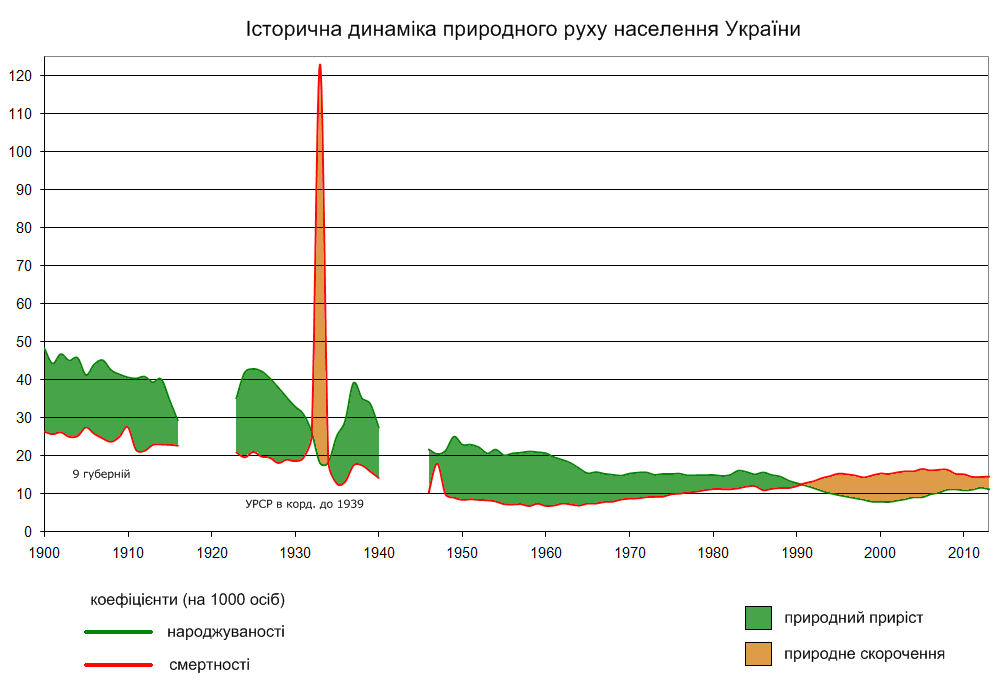
Історична динаміка природного руху населення України

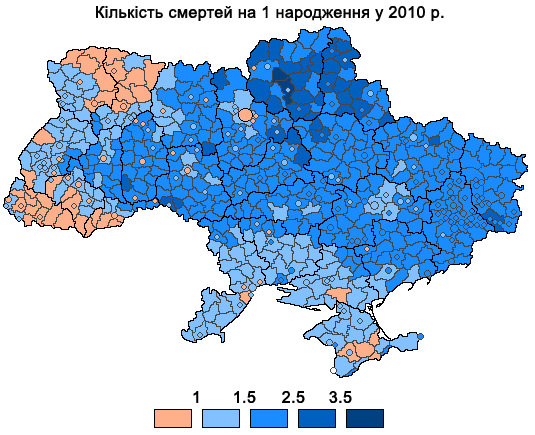
Кількість смертей на 1 народження у районах та містах ОП в 2010 р.

В середині XIX століття смертність на території українських губерній Російської імперії становила близько 33 випадків на 1000 осіб, що дещо менше ніж у середньому по європейських губерніях імперії.
Внаслідок покращення медичного обслуговування, зменшення дитячої смертності, та смертності від інфекційних хвороб та епідемій, загальний коефіцієнт смертності в Російській імперії зменшувався, і у 1911 році в Європейській частині становив 27 на 1000. В українських губерніях він був ще меншим — у середньому 22 смертельних випадки на 1000 осіб.
| Смертність у 2 пол. XIX ст. — поч. XX ст. | Смертність у 2 пол. XIX ст. — поч. XX ст. | Смертність у 2 пол. XIX ст. — поч. XX ст. | Смертність у 2 пол. XIX ст. — поч. XX ст. | Смертність у 2 пол. XIX ст. — поч. XX ст. | Смертність у 2 пол. XIX ст. — поч. XX ст. | Смертність у 2 пол. XIX ст. — поч. XX ст. | Смертність у 2 пол. XIX ст. — поч. XX ст. | Смертність у 2 пол. XIX ст. — поч. XX ст. | Смертність у 2 пол. XIX ст. — поч. XX ст. | Смертність у 2 пол. XIX ст. — поч. XX ст. | Смертність у 2 пол. XIX ст. — поч. XX ст. |
|                                           | 1867- 1870                                | 1871- 1875                                | 1876- 1880                                | 1881- 1885                                | 1886- 1890                                | 1891- 1895                                | 1896- 1900                                | 1901- 1905                                | 1906- 1910                                | 1911- 1914                                | 1867- 1914                                |
| ----------------------------------------- | ----------------------------------------- | ----------------------------------------- | ----------------------------------------- | ----------------------------------------- | ----------------------------------------- | ----------------------------------------- | ----------------------------------------- | ----------------------------------------- | ----------------------------------------- | ----------------------------------------- | ----------------------------------------- |
| Українські губернії                       | 32.0                                      | 35.7                                      | 31.9                                      | 32.5                                      | 31.6                                      | 31.7                                      | 27.6                                      | 26.1                                      | 26.1                                      | 22.7                                      | 29.8                                      |
| Європейська Росія                         | 37.5                                      | 37.1                                      | 35.7                                      | 36.4                                      | 34.5                                      | 36.2                                      | 32.1                                      | 31.0                                      | 29.5                                      | 27.1                                      | 33.7                                      |

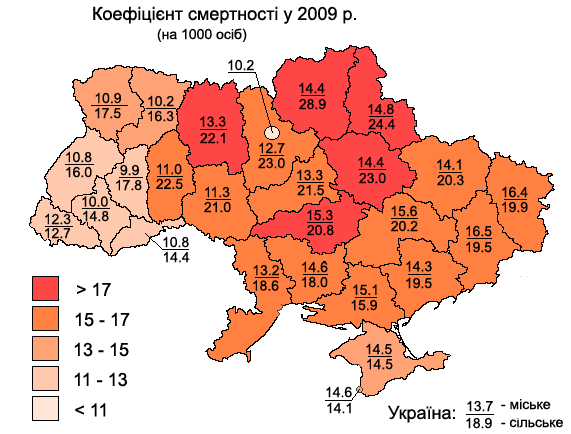
Смертність міського / сільського населення у 2009 р.

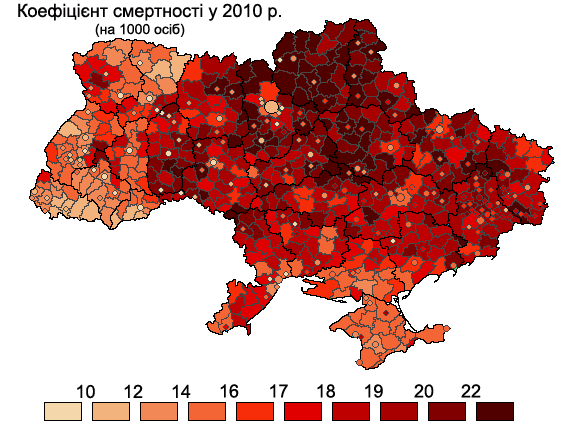
Коефіцієнт смертності у районах та містах у 2010 р.

Середня смертність за 1867—1914 рр. в українських губерніях склала 29.8 на 1000 осіб. Вона була вищою у східних та північних губерніях — Харківській (32.7), Чернігівській (31.1). Найнижча смертність в цей період була зафіксована Таврійській губернії (27.6). Нижче середньої була смертність у Полтавській (28.4) та Волинській (29.6) губерніях. Смертність у Херсонській губернії дорівнювала середній (29.8), а в решті губерній (Катеринославській, Подільській, Київській) коливалась в межах 30 — 31.
До 1911 року найбільше зменшилась смертність у лівобережних губерніях — Чернігівській до 19.9, Полтавській до 18.4. В решті губерній смертність була середньою і у 1911 році становила у Херсонській — 23.8, у Харківській — 23.5, у Волинській — 21.1, у Катеринославській — 22.5, у Київській — 22.7, у Подільській — 21.4, у Таврійській — 22.4.
Смертність у Російській імперії мала значні територіальні та етнічні відмінності. Загалом, коефіцієнт смертності збільшувався з півдня на північ, і з заходу на схід. Так, якщо у Курляндській, Ліфляндській губерніях смертність становила 14—17 випадків на 1000 осіб, то в Оренбурзькій та Пермській — 40—42. Крім відмінностей у рівні економічного розвитку, це було спричинено ще й значною відмінністю народів за рівнем смертності. Так у 1896—1897 рр. в Європейській частині Російської імперії смертність серед найбільших релігійних груп становила (випадків на 1000 осіб)
- Православні — 34.8
- Мусульмани — 27.7
- Католики — 22.3
- Протестанти — 21.0
- Юдеї — 17.0

Зменшення смертності дітей було основною причиною поступового скорочення смертності. Лише в окремі роки смертність зростала, що було пов'язано з неврожаєм, епідеміями та війнами. Загалом, найбільше скорочення смертності спостерігалось у 1900—1904, 1907—1908, 1911—1913. Під час війни смертність різко підскочила, внаслідок чого за 1912—1920 рр. на 30% скоротилась тривалість життя.
Швидке зменшення смертності спостерігалось у 1923—1928 роках. Надвисока смертність у 1932 році призвела до того, що тривалість життя в цьому році проти 1928 скоротилася в 3.5 рази (у чоловіків з 45.1 до 11.3, у жінок з 48.5 до 14.3 років). В подальші роки смертність скорочувалась. Під час війни вона знову значно зросла.
Найбільше зменшення смертності, особливо серед працездатного населення, спостерігалось у 1948—1964 роках. Смертність у віці 25-35 років зменшилась у 3 рази, у віці 35-44 роки — у 1.8 рази. В інших вікових групах смертність зменшилась у 1.3 рази.
За 1948—1964 рр. в Україні на 13,4 року збільшилася тривалість життя — у чоловіків до з 53.3 до 68.5, жінок з 62.0 до 74.4 років. На початку 1960-х років тривалість життя в Україні стала вище, ніж в країнах Західної Європи.
У 1958—1960 рр. коефіцієнт смертності опустився до найнижчого показника за всю історію і становив 6,9 на 1000. Смертність в Україні в цей була менше ніж у Великій Британії (11,5), ФРН (12,0), Франції (11,4), США (9,5) та інших країнах Західної Європи та Північної Америки.
З 1960-го року смертність в Україні, як і в цілому Радянському Союзі, почала зростати. За 1960—1985 роки смертність зросла майже вдвічі — з 6.9 до 12.1 на 1000 осіб. Антиалкогольна кампанія 1985 року призвела до незначного скорочення смертності у 1986 році до 11.0, але з 1987 року вона знову почала зростати до 11.6 у 1988 і 12.9 у 1991.
Початок 90-х років ознаменувався стрімким зростанням смертності. З 1991—1995 роки смертність зросла на 20% і досягла 15.4 на 1000. З 1995 року смертність почала повільно зменшуватись. Скорочення смертності тривало до 1998 року. За цей час смертність скоротилась до 14.4 на 1000.
З 1999 року розпочався новий виток збільшення смертності, який продовжувався до середини 2000-х років. У 2005 році смертність досягла позначки у 16.6 смертей на 1000 осіб.
З 2005 року смертність повільно скорочується. У 2009 році вона склала 15.3 на 1000 і в порівнянні з піковим 2005 роком скоротилася на 8%.
| 1860 | 1878 | 1898 | 1911 | 1926 | 1940 | 1950 | 1955 | 1960 | 1965 | 1970 | 1975 | 1980 | 1985 | 1990 | 1995 | 2000 | 2005 | 2009 | 2010 | 2011 | 2012 | 2013 | 2014 |
| ---- | ---- | ---- | ---- | ---- | ---- | ---- | ---- | ---- | ---- | ---- | ---- | ---- | ---- | ---- | ---- | ---- | ---- | ---- | ---- | ---- | ---- | ---- | ---- |
| 33,0 | 32,0 | 28,0 | 23,0 | 18,1 | 14,3 | 8,5  | 7,4  | 6,9  | 7,6  | 8,9  | 10,0 | 11,4 | 12,1 | 12,1 | 15,4 | 15,4 | 16,6 | 15,3 | 15,2 | 14,5 | 14,5 | 14,6 | 14,7 |

| 2015 | 2016 | 2017 | 2018 | 2019 |
| ---- | ---- | ---- | ---- | ---- |
| 14,9 | 14,7 | 14,5 | 14,8 | 14,7 |

## Поточна ситуація
У 2014 році в Україні померло 632,3 тис. осіб, що становить 14,7 випадків на 1000 осіб. У регіонах показник смертності коливався від 10,4 на 1000 у Києві до 19,2 у Чернігівській області. Найвищі показники смертності характерні для північно-східних районів Чернігівської та Сумської областей, де найбільш виражений процес старіння населення і де коефіцієнт смертності перевищує 25 осіб на 1000.
Смертність сільського населення перевищує смертність міського населення. У 2012 р. середній коефіцієнт смертності у містах був на рівні 13,1 випадків на 1000 осіб (від 9,5 у Рівненській області до 15,8 у Донецькій), тоді як у селах коефіцієнт смертності дорівнював 17,7 осіб на 1000, від 12,1 у Закарпатській області до понад 27,2 у Чернігівській області
Найнижча смертність (менш як 8 — 8 випадків на 1000 осіб) традиційно фіксується у містах Вараш, Теплодар, Нетішин, Южноукраїнськ, Енергодар, які характеризуються низькою питомою вагою населення старшого віку.
Алкогольне отруєння — одна з найпоширеніших причин передчасної смерті українців. Згідно з даними статистики, українці частіше вмирають від отруєння алкоголем і викликаних алкоголізмом хвороб, ніж гинуть в ДТП.
Ризик для чоловіка померти у віці до 60 років — 40 %. Розглянувши долю 100 000 новонароджених українців: За статистикою, 790 осіб помруть у віці до одного року. 10 000 українців не доживуть до 35 років, і 25 000 — до 60 років. З цих 100 000 вісьмох погубить туберкульоз, двоє помруть від наслідків ВІЛ, 184 — від онкологічних захворювань, 16 осіб погубить алкоголь, 12 розіб'ються в ДТП, п'ятеро людей потонуть. Крім того, 12 осіб покінчать життя самогубством. 
Практично кожен другий чоловік не має шансів дожити до 65 років, а у жінок ймовірність дожити до 65 років дорівнює 77,3 %. Впродовж останніх років спостерігалося повільне зменшення для чоловічої статі ймовірності дожити до цього віку (2001 р. – 48,8 %, 2005 р.– 45,5 %). У 2006 р. ймовірність для чоловіків померти до досягнення 65-річного віку практично дорівнювала 1/2. Надсмертність чоловіків зростає з віком і в результаті цього у групі населення, які у 2006 році досягли межі 65 років, чоловіків стало менше на 1,3 млн, ніж жінок такого віку. Саме за рахунок надсмертності чоловіків у молодому і середньому віці зросла частка одиноких жінок та вдів.
Більше 90% смертей в Україні спричинені неінфекційними захворюваннями.
За звітом Міністерства юстиції про результати роботи органів державної реєстрації актів цивільного стану смертність в Україні у 2024 році перевищила народжуваність у 2,8 рази, лідером за новонародженими став Київ, найбільше смертей зареєстрували на Дніпропетровщині. Загалом минулого року народилося 176679 малюків, зареєстрована смерть 495090 людей. Показник народжуваності в Україні у 2024р. на 5,8% менше за показники 2023-го – тоді на світ з’явилося 187,3 тисячі дітей. Лідерами за кількістю новонароджених стали: Київ – 19,7 тисячі; Львівщина – 15,6 тисячі; Дніпропетровщина – 14 тисяч; Одещина – 12,5 тисячі; Київщина – 10,2 тисячі. Найбільше смертей зареєстровано у Дніпропетровській області (53268), далі ідуть Київ (35528), Харківська область (34883), Одеська (32147) та Київська області (29339).
За даними ООН станом на травень 2025 року з початку повномасштабного вторгнення Росії в Україну загинуло щонайменше 13 279 цивільних осіб, включаючи 707 дітей. Підтверджена кількість поранених цивільних осіб становить 32 449 осіб, включаючи 2068 дітей. Смертність серед цивільного населення у першому кварталі 2025 року була на 59 відсотків вища, ніж за аналогічний період 2024 року.

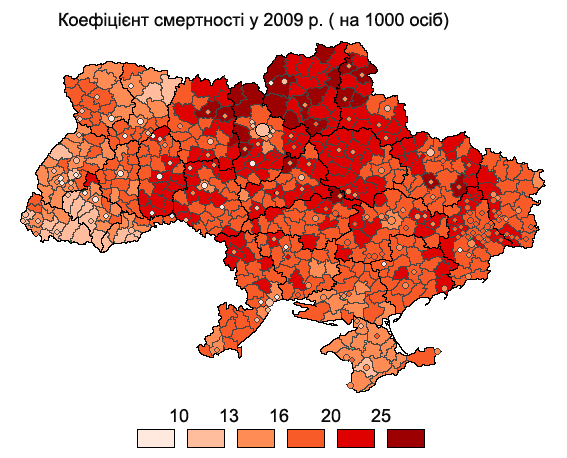
Коефіцієнт смертності у районах та містах у 2009 р.

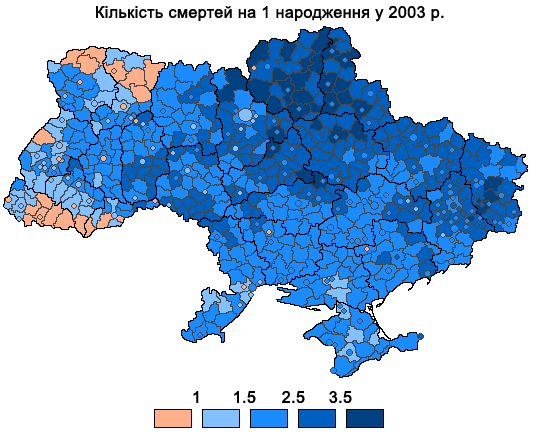
Кількість смертей на 1 народження у районах та містах обл. підпорядкування в 2003 р.

|      | Усього померлих | Коефіцієнт смертності (на 1000 осіб) | Кількість померлих дітей у віці до 1 року | Коефіцієнт смертності дітей (на 1000 живонароджених) |
| ---- | --------------- | ------------------------------------ | ----------------------------------------- | ---------------------------------------------------- |
| 1990 | 629 602         | 12,1                                 | 8 525                                     | 12,8                                                 |
| 1991 | 669 960         | 12,9                                 | 8 831                                     | 13,9                                                 |
| 1992 | 697 110         | 13,3                                 | 8 429                                     | 14,0                                                 |
| 1993 | 741 662         | 14,2                                 | 8 431                                     | 14,9                                                 |
| 1994 | 764 669         | 14,7                                 | 7 683                                     | 14,5                                                 |
| 1995 | 792 587         | 15,4                                 | 7 314                                     | 14,7                                                 |
| 1996 | 776 717         | 15,2                                 | 6 779                                     | 14,3                                                 |
| 1997 | 754 151         | 14,9                                 | 6 282                                     | 14,0                                                 |
| 1998 | 719 954         | 14,4                                 | 5 423                                     | 12,8                                                 |
| 1999 | 739 170         | 14,9                                 | 5 065                                     | 12,8                                                 |
| 2000 | 758 082         | 15,4                                 | 4 606                                     | 11,9                                                 |
| 2001 | 745 952         | 15,3                                 | 4 283                                     | 11,3                                                 |
| 2002 | 754 911         | 15,7                                 | 4 023                                     | 10,3                                                 |
| 2003 | 765 408         | 16,0                                 | 3 882                                     | 9,6                                                  |
| 2004 | 761 261         | 16,0                                 | 4 024                                     | 9,5                                                  |
| 2005 | 781 961         | 16,6                                 | 4 259                                     | 10,0                                                 |
| 2006 | 758 092         | 16,2                                 | 4 433                                     | 9,8                                                  |
| 2007 | 762 877         | 16,4                                 | 5 188                                     | 11,0                                                 |
| 2008 | 754 460         | 16,3                                 | 5 049                                     | 10,0                                                 |
| 2009 | 706 739         | 15,3                                 | 4 801                                     | 9,4                                                  |
| 2010 | 698 235         | 15,2                                 | 4 564                                     | 9,1                                                  |
| 2011 | 664 588         | 14,5                                 | 4 511                                     | 9,0                                                  |
| 2012 | 663 139         | 14,5                                 | 4 371                                     | 8,4                                                  |
| 2013 | 662 368         | 14,6                                 | 4 030                                     | 8,0                                                  |
| 2014 | 632 667         | 14,7                                 | 3 603                                     | 7,7                                                  |
| 2015 | 594 795         | 14,9                                 | 3 318                                     | 7,9                                                  |
| 2016 | 583 631         | 14,7                                 | 2 955                                     | 7,4                                                  |
| 2017 | 574 123         | 14,5                                 | 2 786                                     | 7,6                                                  |
| 2018 | 587 665         | 14,8                                 | 2 397                                     | 7,0                                                  |
| 2019 | 581 114         | 14,7                                 | 2 189                                     | 7,0                                                  |
| 2020 | 616 835         | 15,9                                 |                                           |                                                      |

### Регіональні відмінності
|                           | 1950 | 1960 | 1970 | 1989 | 1991 | 1993 | 1995 | 1997 | 1999 | 2001 | 2003 | 2005 | 2007 | 2009 | 2011 | 2013 | 2014 |
| ------------------------- | ---- | ---- | ---- | ---- | ---- | ---- | ---- | ---- | ---- | ---- | ---- | ---- | ---- | ---- | ---- | ---- | ---- |
| Автономна Республіка Крим | 7,3  | 6,3  | 7,4  | 9,9  | 11,1 | 12,5 | 14,7 | 13,1 | 12,9 | 14,2 | 15,2 | 15,7 | 15,9 | 14,6 | 14,1 | 13,8 |      |
| Вінницька область         | 8,7  | 7,6  | 10,4 | 13,8 | 15,7 | 16,7 | 17,4 | 17,0 | 16,5 | 16,6 | 17,2 | 18,2 | 17,6 | 16,3 | 15,6 | 15,8 | 15,9 |
| Волинська область         | 10,0 | 6,8  | 8,2  | 10,7 | 12,2 | 13,0 | 13,7 | 13,5 | 13,8 | 13,9 | 14,7 | 15,4 | 15,0 | 14,2 | 13,4 | 13,2 | 13,2 |
| Дніпропетровська область  | 6,6  | 6,2  | 8,0  | 11,5 | 12,5 | 14,5 | 16,0 | 15,8 | 15,8 | 16,0 | 16,7 | 17,7 | 17,6 | 16,4 | 15,7 | 15,5 | 16,0 |
| Донецька область          | 8,2  | 6,0  | 7,6  | 11,8 | 12,8 | 15,0 | 17,2 | 16,4 | 16,1 | 16,6 | 17,4 | 18,1 | 18,1 | 16,8 | 16,1 | 16,0 | 16,6 |
| Житомирська область       | 8,8  | 6,7  | 9,1  | 12,2 | 14,1 | 15,3 | 16,2 | 16,2 | 16,3 | 16,9 | 17,7 | 18,6 | 18,4 | 17,0 | 16,0 | 16,5 | 16,8 |
| Закарпатська область      | 11,5 | 6,9  | 8,0  | 9,1  | 10,2 | 10,8 | 11,8 | 10,9 | 11,4 | 11,4 | 12,0 | 13,2 | 13,3 | 12,6 | 11,7 | 11,8 | 11,8 |
| Запорізька область        | 6,7  | 6,4  | 8,3  | 11,4 | 12,6 | 14,1 | 15,5 | 15,0 | 15,1 | 15,8 | 16,4 | 16,5 | 16,7 | 15,5 | 15,1 | 14,9 | 15,7 |
| Івано-Франківська область | 10,9 | 8,1  | 8,8  | 10,2 | 11,5 | 11,6 | 12,0 | 12,1 | 12,2 | 12,5 | 13,3 | 13,5 | 13,6 | 12,7 | 12,1 | 12,6 | 12,8 |
| Київська область          | 7,7  | 7,0  | 8,8  | 12,3 | 14,1 | 15,6 | 16,5 | 15,9 | 15,9 | 16,6 | 17,3 | 18,4 | 18,1 | 16,8 | 15,7 | 15,8 | 16,4 |
| Кіровоградська область    | 7,8  | 7,5  | 10,5 | 14,4 | 15,4 | 17,0 | 17,9 | 17,4 | 17,6 | 17,5 | 18,3 | 18,9 | 18,5 | 17,5 | 16,7 | 16,8 | 17,0 |
| Луганська область         | 8,7  | 6,3  | 7,7  | 11,8 | 12,9 | 15,4 | 16,9 | 16,8 | 16,9 | 17,1 | 17,8 | 18,3 | 17,8 | 16,9 | 16,4 | 16,0 | 10,2 |
| Львівська область         | 11,9 | 7,2  | 8,2  | 10,0 | 11,4 | 11,6 | 12,4 | 12,4 | 12,5 | 12,7 | 13,5 | 13,8 | 13,7 | 13,0 | 12,3 | 12,6 | 12,8 |
| Миколаївська область      | 7,2  | 7,1  | 9,3  | 11,7 | 12,8 | 13,7 | 15,3 | 14,8 | 15,0 | 15,3 | 16,5 | 16,6 | 16,6 | 15,7 | 14,8 | 14,8 | 15,2 |
| Одеська область           | 8,1  | 7,1  | 9,3  | 12,0 | 13,5 | 14,1 | 15,8 | 14,7 | 14,4 | 15,3 | 16,2 | 16,7 | 16,3 | 15,1 | 14,2 | 14,1 | 14,3 |
| Полтавська область        | 7,3  | 7,5  | 10,3 | 13,8 | 15,0 | 16,8 | 17,3 | 17,4 | 17,3 | 18,0 | 18,7 | 19,0 | 18,6 | 17,9 | 16,5 | 16,7 | 17,1 |
| Рівненська область        | 10,1 | 6,7  | 7,9  | 9,9  | 11,4 | 12,3 | 12,9 | 12,6 | 12,8 | 13,0 | 13,7 | 14,2 | 14,0 | 13,4 | 12,3 | 12,6 | 12,7 |
| Сумська область           | 7,8  | 7,3  | 10,5 | 13,7 | 15,1 | 17,2 | 17,2 | 17,5 | 17,5 | 18,1 | 18,5 | 19,3 | 18,7 | 18,0 | 16,3 | 16,9 | 17,2 |
| Тернопільська область     | 11,1 | 7,9  | 9,6  | 12,4 | 13,7 | 14,0 | 13,8 | 14,3 | 14,4 | 14,3 | 14,9 | 15,1 | 15,0 | 14,4 | 13,7 | 13,7 | 14,2 |
| Харківська область        | 7,3  | 6,9  | 9,2  | 12,3 | 13,8 | 15,2 | 16,6 | 15,8 | 15,7 | 15,8 | 16,3 | 16,6 | 16,3 | 15,4 | 14,7 | 14,5 | 15,3 |
| Херсонська область        | 6,7  | 7,0  | 8,5  | 11,0 | 12,2 | 13,3 | 15,3 | 14,4 | 15,0 | 15,6 | 15,8 | 16,3 | 16,3 | 15,4 | 14,6 | 14,9 | 15,1 |
| Хмельницька область       | 10,2 | 7,2  | 9,6  | 12,9 | 14,3 | 15,4 | 15,7 | 16,1 | 15,4 | 16,1 | 16,7 | 17,4 | 17,1 | 16,3 | 15,2 | 15,7 | 15,6 |
| Черкаська область         | 8,1  | 7,5  | 10,6 | 13,7 | 15,4 | 17,0 | 17,2 | 17,2 | 16,7 | 17,3 | 17,7 | 18,6 | 18,3 | 17,0 | 16,3 | 16,2 | 16,5 |
| Чернівецька область       | 10,1 | 7,0  | 8,4  | 10,4 | 11,8 | 12,2 | 12,7 | 12,7 | 12,7 | 12,7 | 13,7 | 14,2 | 13,7 | 12,9 | 12,4 | 12,7 | 12,8 |
| Чернігівська область      | 9,4  | 7,5  | 10,7 | 13,9 | 15,9 | 17,9 | 19,0 | 18,6 | 19,2 | 20,0 | 20,6 | 21,7 | 21,5 | 20,1 | 18,6 | 18,7 | 19,2 |
| місто Київ                |      | 6,8  | 7,5  | 8,3  | 9,3  | 10,5 | 11,7 | 10,2 | 10,1 | 10,6 | 10,9 | 11,4 | 11,6 | 10,3 | 9,8  | 9,9  | 10,4 |
| Севастополь (міськрада)   |      |      |      |      |      |      | 14,3 | 11,9 | 12,4 | 13,5 | 14,2 | 15,4 | 15,5 | 14,6 | 14,2 | 13,9 |      |
| Україна                   | 8,5  | 6,9  | 8,9  | 11,7 | 13,0 | 14,3 | 15,5 | 15,0 | 15,0 | 15,4 | 16,1 | 16,7 | 16,5 | 15,4 | 14,6 | 14,6 | 14,7 |

### Вікові коефіцієнти смертності
|               | Обидві статі | чоловіки | жінки  |
| 0-4           | 209,6        | 232,5    | 185,3  |
| 5-9           | 24,1         | 26,4     | 21,6   |
| 10-14         | 25,1         | 29,7     | 20,3   |
| 15-19         | 56,8         | 78,4     | 34,2   |
| 20-24         | 109,5        | 164,3    | 51,9   |
| 25-29         | 167,3        | 249,1    | 82,5   |
| 30-34         | 284,8        | 428,8    | 139,5  |
| 35-39         | 387,5        | 582,3    | 199,2  |
| 40-44         | 500,4        | 748,3    | 268,1  |
| 45-49         | 678,0        | 1055,5   | 344,1  |
| 50-54         | 948,1        | 1492,0   | 493,9  |
| 55-59         | 1383,2       | 2192,6   | 761,4  |
| 60-64         | 2012,2       | 3188,2   | 1181,5 |
| 65-69         | 2821,1       | 4422,9   | 1846,5 |
| 70 i старше   | 7745,2       | 9192,2   | 7078,7 |
| Все населення | 1460,2       | 1552,6   | 1381,0 |

### Причини смертності
|                                         | кількість померлих, тис. | частка  |
| --------------------------------------- | ------------------------ | ------- |
| хвороби систем кровообігу               | 425,6                    | 67,3 %  |
| новоутворення                           | 83,9                     | 13,3 %  |
| зовнішні причини смерті                 | 40,1                     | 6,3 %   |
| хвороби органів травлення               | 25,2                     | 4,0 %   |
| хвороби органів дихання                 | 14,8                     | 2,3 %   |
| деякі інфекційні та паразитарних хвороб | 11,0                     | 1,7 %   |
| інші причини                            | 31,7                     | 5,0 %   |
| всього померлих                         | 632,3                    | 100,0 % |

Останніми роками зростає кількість померлих від хвороб систем кровообігу і новоутворень. Зменшується смертність від зовнішніх причин смерті, хвороб органів дихання та інфекційних і паразитарних хвороб.
| причини смерті                                    | 2005 | 2006 | 2007 | 2008 | 2009 | 2010 | 2011 | 2012 | 2013 | 2014 |
| ------------------------------------------------- | ---- | ---- | ---- | ---- | ---- | ---- | ---- | ---- | ---- | ---- |
| хвороби системи кровообігу                        | 62,5 | 63,4 | 63,0 | 63,6 | 65,2 | 66,6 | 66,3 | 65,8 | 66,5 | 67,3 |
| новоутворення                                     | 11,7 | 11,9 | 11,8 | 11,8 | 12,5 | 12,7 | 13,4 | 14,0 | 13,9 | 13,3 |
| зовнішні причини смерті                           | 9,0  | 8,5  | 8,7  | 8,1  | 6,9  | 6,3  | 6,4  | 6,3  | 6,1  | 6,3  |
| хвороби органів травлення                         | 4,1  | 4,0  | 4,4  | 4,7  | 4,3  | 3,8  | 3,8  | 4,2  | 4,2  | 4,0  |
| хвороби органів дихання (J00-J99)                 | 3,6  | 3,3  | 3,3  | 3,1  | 3,0  | 2,8  | 2,7  | 2,6  | 2,5  | 2,3  |
| деякі інфекційні та паразитарні хвороби (A00-B99) | 2,2  | 2,2  | 2,2  | 2,3  | 2,1  | 2,1  | 2,1  | 2,1  | 1,9  | 1,7  |
| інші причини                                      | 7,0  | 6,7  | 6,7  | 6,4  | 6,0  | 5,6  | 5,4  | 5,0  | 4,8  | 5,0  |

### Дитяча смертність
| 1898 | 1908 | 1925 | 1960 | 1965 | 1970 | 1975 | 1980 | 1985 | 1990 | 1995 | 2000 | 2005 | 2010 | 2013 | 2014 |
| ---- | ---- | ---- | ---- | ---- | ---- | ---- | ---- | ---- | ---- | ---- | ---- | ---- | ---- | ---- | ---- |
| 235  | 192  | 146  | 30   | 20   | 17   | 20   | 17   | 16   | 13   | 15   | 12   | 10   | 9,1  | 8,0  | 7,7  |

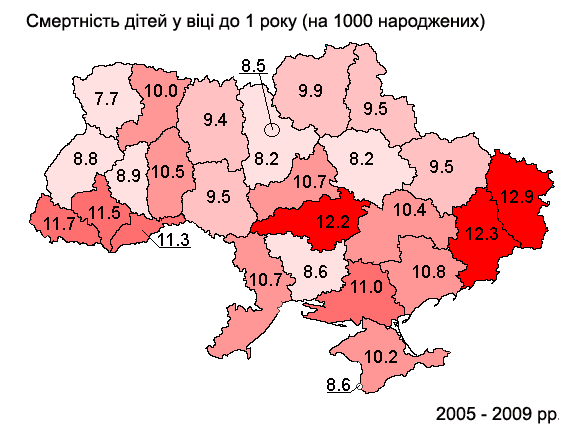
Смертність дітей віком до 1 року у 2005—2009 рр.

Висока смертність серед дітей була головною причиною надвисокої смертності серед населення в Російській імперії. У 1867—1881 році 58 % всіх смертей припадало на дітей у віці до 5 років, тоді як на осіб старше 55 років припадало лише 16 % смертей. Особливо високою була смертність серед дітей до 1 року. По 50 губерніях Європейської Росії у 1867—1910 вона становила приблизно 260 випадків на 1000 народжених живими.

В українських губерніях ситуації з дитячою смертністю була дещо кращою. Так, у 1867—1881 найбільша смертність серед дітей серед українських губерній спостерігалась у Чернігівській (216 на 1000) і Харківській губерніях (205), а найнижча — у Катеринославській (152) та Таврійській (160). В середньому по губерніях Європейської Росії вона становила 271 на 1000 і збільшувалась з заходу на схід — від 150 у Прибалтійських губерніях до 350 у нечерноземних великороських губерніях.

Дитяча смертність в європейській Росії в 1896—1897 рр. (на 1000 народжених живими)
- Православні — 283
- Протестанти — 179
- Мусульмани — 166
- Католики — 149
- Юдеї — 130

| Губернія         | 1867- 1881 | 1886- 1897 | 1908- 1910 |
| ---------------- | ---------- | ---------- | ---------- |
| Волинська        | 204        | 226        | 240        |
| Чернігівська     | 216        | 232        | 210        |
| Харківська       | 211        | 229        | 209        |
| Херсонська       | 205        | 170        | 209        |
| Катеринославська | 152        | 188        | 179        |
| Подільська       | 169        | 178        | 177        |
| Київська         | 169        | 187        | 175        |
| Полтавська       | 203        | 205        | 172        |
| Таврійська       | 160        | 179        | 162        |
| По імперії       | 271        | 274        | 253        |